# Кравченко Андрій Вікторович
Кравченко Андрій Вікторович (нар. 20 травня 1990, Михайло-Коцюбинське, Чернігівська область, Україна) — український співак, композитор, і автор пісень.

## Життєпис
Андрій Кравченко народився 20 травня 1990 року в селищі Михайло-Коцюбинське, Чернігівської області. Змалечку проявляв інтерес до музики. Співак закінчив школу мистецтв, а також здобув ступінь магістра у Київському національному університеті культури і мистецтв за спеціальністю «музичне мистецтво». Також Андрій був солістом фольклорного ансамблю «Кралиця», а у 2012–2017 роках працював солістом в Ансамблі пісні і танцю Державної прикордонної служби України.
Артист уникає розголосу про своє особисте життя. Також після початку повномасштабного вторгнення співак активно займається волонтерською діяльністю, спрямовує частину доходів від концертів і проєктів на благодійність.
Артиста фанати часто порівнють схожістью з Олегом Виником.

## Сольна кар'єра
Андрій Кравченко розпочав сольну кар'єру у 2022 році випустивши пісню «Діти війни», а згодом і кліп до неї. Того ж року вийшла композиція «Моя єдина».
Навесні 2023 року артист випустив пісню «Доле моя» та кліп до неї, а також пісні «Тільки ти» та «Лебідка».

У вересні, разом із співаком Павлом Зібровим, Андрій заспівав пісню «Душі криниця», а згодом у співака вийшов переспів та кліп до пісні «Час рікою пливе» Миколи Гнатюка.
Павло Зібров — це легенда. Я відкрив для себе Зіброва як прекрасного наставника, відверту та щиросердну людину, близьку мені по духу і за цінностями. Павло Миколайович прожив цю пісню разом зі мною на єдиному диханні. Я це дуже ціную.— так Андрій прокоментував виконання композиції «Душі криниця»
Також у кінці 2023 року Андрій спільно з співачкою Славою Камінською випустив пісню «Зупини».
У 2024 році вийшла композиція «Мадонна», яка стала заголовною піснею дебютного альбому артиста, який він випустив у липні. До альбому також увійшли раніше випущені пісні «Золото», «Наречена» та «Цариця». Навесні 2024 року Андрій Кравченко провів сольний концерт у МЦКМ «Жовтневий палац» та анонсував всеукраїнський тур «Мадонна», з концертом у Палаці «Україна» 1 грудня 2024 року. Також навесні у співака вийшов фіт з співачкою М'ята — пісня «Ти і Я».

## Дискографія

### Сингли

#### 2022
- Діти війни
- Моя єдина

#### 2023
- Доле моя
- Тільки ти
- Лебідка
- Душі криниця (feat. Павло Зібров)
- Час рікою пливе
- Зупини (feat. Слава Камінська)
- Все буде добре

#### 2024
- Мадонна
- Ти і Я (feat. М'ята)
- Золото
- Наречена
- Цариця
- Зорі

#### 2025
- Обіймала цілувала
- Додому

### Альбоми
- Мадонна (2024)

### Соцмережі
- Андрій Кравченко  у соцмережі «Instagram»
- Андрій Кравченко у соцмережі «Facebook»
- Андрій Кравченко на YouTube

### Стримінги
- Андрій Кравченко на музичному стримінговому сервісі(інші мови) Apple Music
- Андрій Кравченко на музичному стримінговому сервісі Spotify

### Відеокліпи

#### 2022
- 10 листопада — кліп до пісні «Діти війни»

#### 2023
- 8 березня — кліп до пісні «Доле моя»
- 11 вересня — кліп до пісні «Душі криниця»
- 3 жовтня — кліп до пісні «Час рікою пливе»
- 21 листопада — кліп до пісні «Зупини»

#### 2024
- 23 лютого — кліп до пісні «Мадонна»
- 11 квітня — кліп до пісні «Золото»
- 30 травня — кліп до пісні «Наречена»
- 29 серпня — кліп до пісні «Цариця»
- 13 грудня — кліп до пісні «Зорі»